# آروی زفیر
آروی زفیر (به انگلیسی: RV Zephyr) یک کشتی است که طول آن ۷۹ فوت (۲۴ متر) می‌باشد.